# 오갈피나무
오갈피나무(Eleutherococcus sessiliflorus)는 낙엽이 지는 활엽관목으로서 높이는 2m 정도이며, 가지에 날카로운 가시가 있다.  잎은 5개의 작은잎을 가진 손꼴 겹잎으로, 긴 잎자루를 가지고 있다. 꽃은 황록색으로, 봄이 되면 긴 꽃자루 끝에 산형꽃차례를 이루면서 달리는데, 각각의 꽃은 5개의 꽃잎을 가지고 있다. 열매는 지름 6-7mm의 공 모양으로, 9월경에 검게 익는다. 중국이 원산지로 경남·충남을 제외한 한반도 각지에 분포하고 있으며, 뿌리의 껍질은 오갈피라고 하여 식용되고 있다. 잎이 5장의 작은잎으로 갈라져 있어서 오갈피나무라고도 한다.

## 종류
- 오갈피나무
- 섬오갈피나무
- 지리오갈피나무
- 서울오갈피나무
- 털오갈피나무
- 가시오갈피나무
- 중부오갈피나무
- 차색오갈피나무
- 당오갈피나무
- 왈다시오갈피나무
- 민가시오갈피나무